# Формула-1 — Гран-прі Маямі 2022
Гран-прі Маямі 2022 року (офіційно — Formula 1 Crypto.com Miami Grand Prix 2022) — автоперегони чемпіонату світу з Формули-1, які відбулися 8 травня 2022 року. Гонка була проведена на Міжнародному автодромі Маямі у Маямі-Гарденс (штат Флорида, США). Це п'ятий етап чемпіонату світу і перше Гран-прі Маямі в історії.
Переможцем гонки став пілот Ред Булл, нідерландець Макс Ферстаппен. Друге місце посів пілот Феррарі Шарль Леклер, а на 3-му місці фінішував іспанець Карлос Сайнс (Феррарі).

## Положення у чемпіонаті перед гонкою
| Місце   | Пілот               | Очки |
| ------- | ------------------- | ---- |
| 1       | Шарль Леклер        | 86   |
| 2       | Макс Ферстаппен     | 59   |
| 3       | Серхіо Перес        | 54   |
| 4       | Джордж Расселл      | 49   |
| 5       | Карлос Сайнс (мол.) | 38   |
| Джерело |                     |      |

| Місце   | Конструктор           | Очки |
| ------- | --------------------- | ---- |
| 1       | Феррарі               | 124  |
| 2       | Ред Булл - RBPT       | 113  |
| 3       | Мерседес              | 77   |
| 4       | Макларен - Мерседес   | 46   |
| 5       | Альфа Ромео - Феррарі | 25   |
| Джерело |                       |      |

## Розклад (UTC+2)
| Дата          | Подія           | Час           |
| ------------- | --------------- | ------------- |
| 6 травня 2022 | Вільний заїзд 1 | 21:30 - 22:30 |
| 6 травня 2022 | Вільний заїзд 2 | 00:30 - 01:30 |
| 7 травня 2022 | Вільний заїзд 3 | 20:00 - 21:00 |
| 7 травня 2022 | Кваліфікація    | 23:00 - 00:00 |
| 8 травня 2022 | Гонка           | 22:30 - 00:30 |
| Джерело       |                 |               |

## Шини
Під час гран-прі було дозволено використовувати шини Pirelli C2, C3 і C4 (hard, medium і soft).
| Hard | Medium | Soft |
| ---- | ------ | ---- |

## Вільні заїзди
| Сесія | Лідер          | Конструктор     | Ш | Час      | Джерело |
| ----- | -------------- | --------------- | - | -------- | ------- |
| 1     | Шарль Леклер   | Феррарі         | P | 1:31.098 | [ 5 ]   |
| 2     | Джордж Расселл | Мерседес        | P | 1:29.938 | [ 6 ]   |
| 3     | Серхіо Перес   | Ред Булл - RBPT | P | 1:30.304 | [ 7 ]   |

## Кваліфікація
| Місце                                       | №  | Пілот               | Конструктор             | Частина 1 | Частина 2 | Частина 3 | Старт |
| ------------------------------------------- | -- | ------------------- | ----------------------- | --------- | --------- | --------- | ----- |
| 1                                           | 16 | Шарль Леклер        | Феррарі                 | 1:29.474  | 1:29.130  | 1:28.796  | 1     |
| 2                                           | 55 | Карлос Сайнс (мол.) | Феррарі                 | 1:30.079  | 1:29.729  | 1:28.986  | 2     |
| 3                                           | 1  | Макс Ферстаппен     | Ред Булл - RBPT         | 1:29.836  | 1:29.202  | 1:28.991  | 3     |
| 4                                           | 11 | Серхіо Перес        | Ред Булл - RBPT         | 1:30.055  | 1:29.673  | 1:29.036  | 4     |
| 5                                           | 77 | Вальттері Боттас    | Альфа Ромео - Феррарі   | 1:30.845  | 1:29.751  | 1:29.475  | 5     |
| 6                                           | 44 | Льюїс Гамільтон     | Мерседес                | 1:30.388  | 1:29.797  | 1:29.625  | 6     |
| 7                                           | 10 | П'єр Гаслі          | Альфа Таурі - RBPT      | 1:30.779  | 1:30.128  | 1:29.690  | 7     |
| 8                                           | 4  | Ландо Норріс        | Макларен - Мерседес     | 1:30.761  | 1:29.634  | 1:29.750  | 8     |
| 9                                           | 22 | Юкі Цунода          | Альфа Таурі - RBPT      | 1:30.485  | 1:30.031  | 1:29.932  | 9     |
| 10                                          | 18 | Ленс Стролл         | Астон Мартін - Мерседес | 1:30.441  | 1:29.996  | 1:30.676  | 10    |
|                                             |    |                     |                         |           |           |           |       |
| 11                                          | 14 | Фернандо Алонсо     | Альпін - Рено           | 1:30.407  | 1:30.160  |           | 11    |
| 12                                          | 63 | Джордж Расселл      | Мерседес                | 1:30.490  | 1:30.173  |           | 12    |
| 13                                          | 5  | Себастьян Феттель   | Астон Мартін - Мерседес | 1:30.677  | 1:30.214  |           | 13    |
| 14                                          | 3  | Данієль Ріккардо    | Макларен - Мерседес     | 1:30.583  | 1:30.310  |           | 14    |
| 15                                          | 47 | Мік Шумахер         | Хаас - Феррарі          | 1:30.645  | 1:30.423  |           | 15    |
|                                             |    |                     |                         |           |           |           |       |
| 16                                          | 20 | Кевін Магнуссен     | Хаас - Феррарі          | 1:30.975  |           |           | 16    |
| 17                                          | 24 | Чжоу Гуаньюй        | Альфа Ромео - Феррарі   | 1:31.020  |           |           | 17    |
| 18                                          | 23 | Александр Албон     | Вільямс - Мерседес      | 1:31.266  |           |           | 18    |
| 19                                          | 6  | Ніколас Латіфі      | Вільямс - Мерседес      | 1:31.325  |           |           | 19    |
| 107% від часу лідера першої сесії: 1:35.737 |    |                     |                         |           |           |           |       |
| —                                           | 31 | Естебан Окон        | Альпін - Рено           | Без часу  |           |           | 20    |
| Джерело:                                    |    |                     |                         |           |           |           |       |

## Гонка
| Місце                                                                                | №  | Пілот               | Конструктор             | Кола | Час/причина сходу          | Поул     | Про |
| ------------------------------------------------------------------------------------ | -- | ------------------- | ----------------------- | ---- | -------------------------- | -------- | --- |
| 1                                                                                    | 1  | Макс Ферстаппен     | Ред Булл - RBPT         | 57   | 1:34:24.258                | 3        | 26  |
| 2                                                                                    | 16 | Шарль Леклер        | Феррарі                 | 57   | +3.786                     | 1        | 18  |
| 3                                                                                    | 55 | Карлос Сайнс (мол.) | Феррарі                 | 57   | +8.229                     | 2        | 15  |
| 4                                                                                    | 11 | Серхіо Перес        | Ред Булл - RBPT         | 57   | +10.638                    | 4        | 12  |
| 5                                                                                    | 63 | Джордж Расселл      | Мерседес                | 57   | +18.582                    | 12       | 10  |
| 6                                                                                    | 44 | Льюїс Гамільтон     | Мерседес                | 57   | +21.368                    | 6        | 8   |
| 7                                                                                    | 77 | Вальттері Боттас    | Альфа Ромео - Феррарі   | 57   | +25.073                    | 5        | 6   |
| 8                                                                                    | 31 | Естебан Окон        | Альпін - Рено           | 57   | +28.386                    | 20       | 4   |
| 9                                                                                    | 23 | Александр Албон     | Вільямс - Мерседес      | 57   | +32.365                    | 18       | 2   |
| 10                                                                                   | 18 | Ленс Стролл         | Астон Мартін - Мерседес | 57   | +37.026                    | Піт-лейн | 1   |
| 11                                                                                   | 14 | Фернандо Алонсо     | Альпін - Рено           | 57   | +37.128                    | 11       |     |
| 12                                                                                   | 22 | Юкі Цунода          | Альфа Таурі - RBPT      | 57   | +40.146                    | 9        |     |
| 13                                                                                   | 3  | Данієль Ріккардо    | Макларен - Мерседес     | 57   | +40.902                    | 14       |     |
| 14                                                                                   | 6  | Ніколас Латіфі      | Вільямс - Мерседес      | 57   | +49.936                    | 19       |     |
| 15                                                                                   | 47 | Мік Шумахер         | Хаас - Феррарі          | 57   | +1:13.305                  | 15       |     |
| 16                                                                                   | 20 | Кевін Магнуссен     | Хаас - Феррарі          | 56   | Проблема з переднім крилом | 16       |     |
| 17                                                                                   | 5  | Себастьян Феттель   | Астон Мартін - Мерседес | 54   | Зіткнення                  | Піт-лейн |     |
| Схід                                                                                 | 10 | П'єр Гаслі          | Альфа Таурі - RBPT      | 45   | Проблема з підвіскою       | 7        |     |
| Схід                                                                                 | 4  | Ландо Норріс        | Макларен - Мерседес     | 39   | Зіткнення                  | 8        |     |
| Схід                                                                                 | 24 | Чжоу Гуаньюй        | Альфа Ромео - Феррарі   | 6    | Нестача води               | 17       |     |
| Найшвидше коло: Макс Ферстаппен (Ред Булл - RBPT) - 1:31.361, поставлений на 54 колі |    |                     |                         |      |                            |          |     |
| Джерело:                                                                             |    |                     |                         |      |                            |          |     |

1. Себастьян Феттель і Ленс Стролл стартували з піт-лейну через те, що пальне буле занадто холодним. Їхні місця на стартовій решітці були пустими.[11]
2. Фернандо Алонсо закінчив гонку на 8-му місці, але через 10-тисекундний штраф, отриманий через зіткнення з П'єром Гаслі, йому було присуджене 11 місце.[12]
3. Данієль Ріккардо отримав 5-тисекундний штраф через зріз траси.[13]
4. Результати Кевіна Магнуссена і Себастьяна Феттеля були зараховані завдяки тому, що вони проїхали більше 90 % траси.
5. Кевін Магнуссен отримав 5-тисекундний штраф через зіткнення з Ленсом Строллом.[14]

## Положення у чемпіонаті після гонки
| Місце   | Пілот               | Очки |
| ------- | ------------------- | ---- |
| 1       | Шарль Леклер        | 104  |
| 2       | Макс Ферстаппен     | 85   |
| 3       | Серхіо Перес        | 66   |
| 4       | Джордж Расселл      | 59   |
| 5       | Карлос Сайнс (мол.) | 53   |
| Джерело |                     |      |

| Місце   | Конструктор           | Очки |
| ------- | --------------------- | ---- |
| 1       | Феррарі               | 157  |
| 2       | Ред Булл - RBPT       | 151  |
| 3       | Мерседес              | 95   |
| 4       | Макларен - Мерседес   | 46   |
| 5       | Альфа Ромео - Феррарі | 31   |
| Джерело |                       |      |